# Кеолнот
Кеолнот, (англ. Ceolnoth; умер 4 февраля 870) — 17-й архиепископ Кентерберийский (833—870).

## Биография
Не существует никаких свидетельств наличия у Кеолнота какой-либо причастности к Кентербери или Кенту до рукоположения в 833 году, но его политика на Кентерберийской кафедре позволяет предположить наличие прочных связей с Уэссексом.
В 836 году в Крофте (Лестершир) Кеолнот последний раз председательствовал в заседаниях совета с участием короля Мерсии (это был Виглаф). Позднее, в связи с переходом Кента, где находилась архиепископская резиденция, под контроль Уэссекса, он бывал уже только при Уэссекском королевском дворе. 
В 838 году на совете в Кингстон-апон-Темс (ныне — боро Большого Лондона) Кеолнот и король Уэссекса Эгберт достигли соглашения, согласно которому монарх возвращал архиепископу владения в Ист Мэллинге, а тот в ответ признавал права королей Уэссекса как лордов монастырей в Кенте, в том числе право назначать настоятелей и настоятельниц. Соглашение предусматривало возврат монастырям свободы выборов после смерти короля Эгберта, но гарантий на согласие будущих королей с такой мерой не существовало. В 839 году, уже после смерти Эгберта, соглашение было подтверждено его сыном Этельвульфом. Таким образом, в самом начале своего правления Кеолнот отказался от радикальных начинаний своего предшественника Вульфреда, направленных на ограничение возможностей светской власти контролировать монастырскую жизнь. В то же время, договор означал передачу церкви под защиту королей Уэссекса от возможных посягательств извне.
В 851 и 855 годах отряды викингов перезимовали на островах соответственно Шеппи и Тэнет, а к концу правления Кеолнота монастырская жизнь полностью прекратилась в Дувре, Фолкстоне, Лимнидже, на полуострове Ху, островах Шеппи и Тэнет.
В 861 году викинги опустошили Уинчестер, а в 865 году так разгромили Восточный Кент, что Кеолнот был вынужден замещать места монахов в Кентербери писцами, а на остальной территории едва ли остался хоть один священнослужитель, способный провести мессу на латыни. Сохранилось множество монет архиепископа Кеолнота. Возможно, он был вынужден обратить в деньги часть имущества Кентербери для уплаты дани викингам.
К моменту смерти Кеолнота 4 февраля 870 года церковь и королевства Англии находились в крайнем упадке. Тем не менее, соглашение 838 года заложило основы будущего сотрудничества английских королей с архиепископами Кентербери.